# Yutimi
Yutimi är en ort i Mexiko.   Den ligger i kommunen Metlatónoc och delstaten Guerrero, i den sydöstra delen av landet, 260 km söder om huvudstaden Mexico City. Yutimi ligger 1 691 meter över havet och antalet invånare är 119.
Terrängen runt Yutimi är varierad. Runt Yutimi är det ganska glesbefolkat, med 43 invånare per kvadratkilometer. Närmaste större samhälle är San Vicente Zoyatlán, 17,4 km norr om Yutimi. I omgivningarna runt Yutimi växer huvudsakligen savannskog.